# Pelops

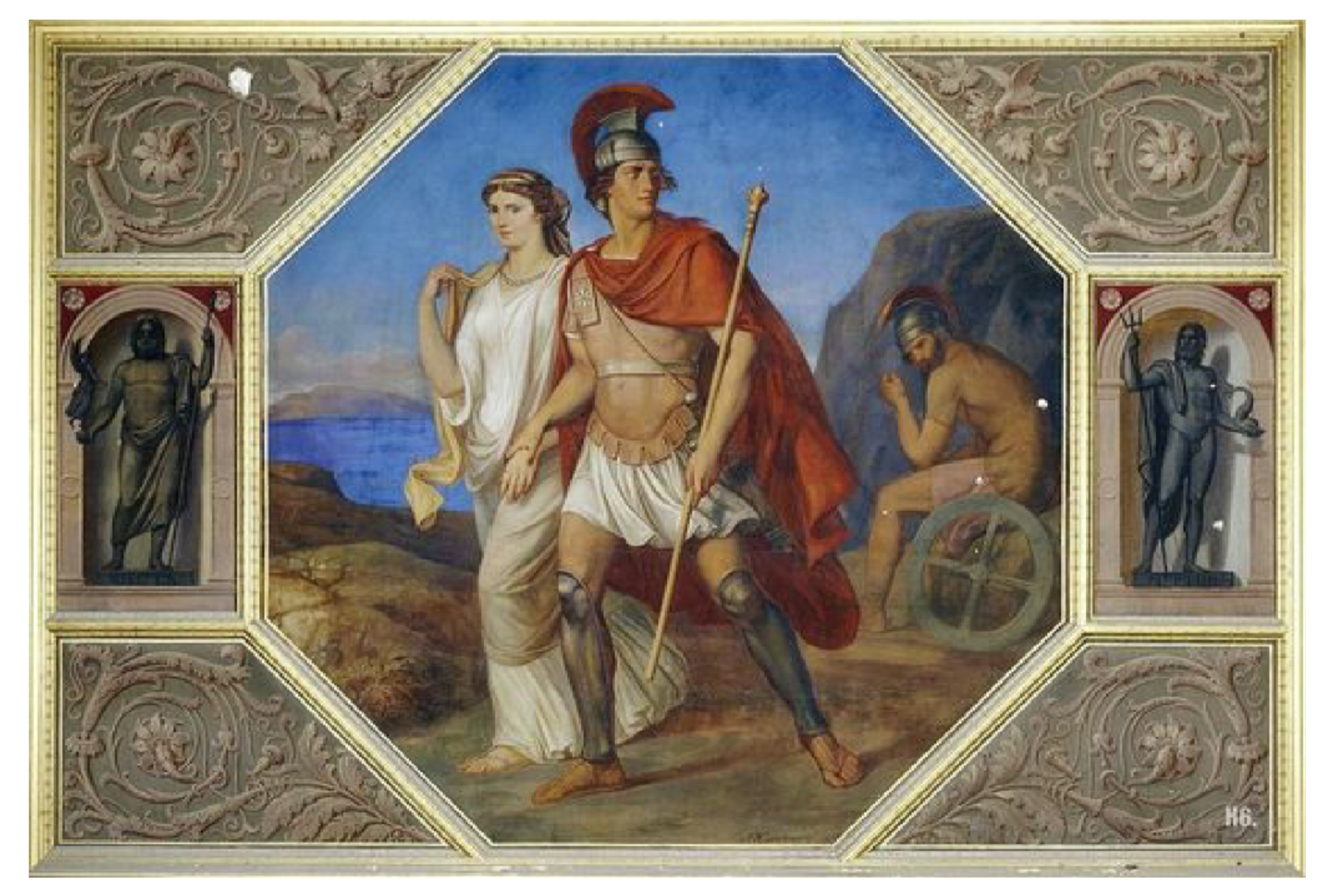
Pelops och Hippodameia, muralmålning av August Theodor Kaselowsky på Neues Museum i Berlin.

Pelops (grekiska Πέλοψ) var en hjälte i grekisk mytologi, son till kung Tantalos i Lydien och Dione samt sonson till Zeus. 
För att pröva gudarnas allvetenhet styckade Tantalos sin son Pelops och anrättade av honom en måltid åt gudarna. Endast Demeter som var försänkt i sorg över sin förlorade dotter, lät narra sig att äta upp den ena skuldran. Då gudarna återupplivade Pelops ersattes denna med en skuldra av elfenben.
Pelops begav sig till Pisa i Elis där han i kappkörning besegrade den grymme kung Oinomaos. Som pris vann han kungens dotter, den sköna Hippodameia och hennes faders rike. Vid Olympia hölls sedan en tävling vart fjärde år för att högtidlighålla detta kapplopp.
Med Hippodameia hade Pelops två söner, Atreus och Thyesthes. Ytterligare en son som var resultatet av kungens kärleksförbindelse med nymfen Danais hette Krysippos. Atreus, som var gift med Aërope, blev kung av Mykene och hade två söner, Agamemnon och Menelaos. Thyesthes hade en son, Aigisthos. Dessa liksom hans övriga avkomlingar, Pelopiderna, blev namnkunniga genom en kedja av gräsliga brott. Enligt en saga skall detta förhållande haft sin grund i en förbannelse som vilade över Pelopidernas hela ätt. Förbannelsen hade Pelops ådragit sig genom att trolöst mörda kung Oinomaos körsven Myrtilos som hjälpt honom att vinna segern över Oinomaos. Pelops hade nämligen förmått Myrtilos att sätta in en trasig hjulaxel i kungens vagn varvid kungen planenligt körde ihjäl sig och för denna hjälp ville Myrtilos utkräva den utlovade belöningen.
Pelops grav ansågs finnas i Olympia och förberedelserna inför kappkörningen mot Oinomaios avbildade på Zeustemplets östra gavelfält. Pelops är berömd som stiftare av de olympiska spelen. Han var en mäktig härskare och utvidgade sitt välde över en stor del av den grekiska halvön Peloponnesos som sägs ha blivit uppkallad efter honom.